# Onthophagus pictus
Onthophagus pictus är en skalbaggsart som beskrevs av Edmund Reitter 1893. Onthophagus pictus ingår i släktet Onthophagus och familjen bladhorningar. Inga underarter finns listade i Catalogue of Life.